# Lliga de Campions Femenina de la UEFA 2024-25
La Lliga de Campions Femenina de la UEFA 2024-25 serà la 24a edició del campionat europeu de futbol femení de clubs organitzat per la UEFA, i la 16a edició des que es va reanomenar Lliga de Campions Femenina de la UEFA. Serà la darrera edició que comptarà amb una fase de grups de 16 equips.
La final se celebrarà a l'Estádio José Alvalade de Lisboa, Portugal.

## Assignació d'equips de l'associació
El rànquing d'associacions, basat en els coeficients de països femenins de la UEFA, s'utilitza per determinar el nombre d'equips participants per a cada associació:
- Les associacions de l'1 al 6 tenen cadascuna tres equips classificats.
- Les associacions 7-16 tenen dos equips classificats cadascuna.
- Totes les altres associacions, si s'han inscrit, tenen cadascuna un equip classificat.
- El guanyador de la Lliga de Campions Femenina de la UEFA 2023-2024 rebria una entrada addicional si no s'hagués classificat directament per a la Lliga de Campions 2023-24 a través de la seva lliga nacional.

Una associació ha de tenir una lliga domèstica femenina per entrar-hi un equip. A partir del 2022-2023, 52 de les 55 associacions membres de la UEFA organitzen una lliga nacional femenina, amb les excepcions d'Andorra (1 club a Espanya), Liechtenstein (3 clubs a Suïssa) i San Marino (1 club a Itàlia).

### Rànquing de l'associació
Per a la Lliga de Campions Femenina de la UEFA 2023-24, a les associacions se'ls assignen places segons els seus coeficients UEFA de l'Associació Femenina a 2022, que té en compte el seu rendiment a les competicions europees de 2018-19 a 2022-23.
| Rang | Associació    | Coeff. | Equips | Notes |
| ---- | ------------- | ------ | ------ | ----- |
| 1    | França        | 80.833 | 3      |       |
| 2    | Alemanya      | 76.666 | 3      |       |
| 3    | Espanya       | 71.166 | 3      |       |
| 4    | Anglaterra    | 61.833 | 3      |       |
| 5    | Itàlia        | 35.000 | 3      |       |
| 6    | Suècia        | 26.999 | 3      |       |
| 7    | Txèquia       | 26.166 | 2      |       |
| 8    | Dinamarca     | 25.750 | 2      |       |
| 9    | Portugal      | 24.000 | 2      |       |
| 10   | Països Baixos | 22.000 | 2      |       |
| 11   | Noruega       | 20.500 | 2      |       |
| 12   | Escòcia       | 20.500 | 2      |       |
| 13   | Àustria       | 20.250 | 2      |       |
| 14   | Ucraïna       | 20.000 | 2      |       |
| 15   | Islàndia      | 18.500 | 2      |       |
| 16   | Belarús       | 18.500 | 2      |       |
| 17   | Kazakhstan    | 18.500 | 1      |       |
| 18   | Suïssa        | 16.250 | 1      |       |
| 19   | Albània       | 14.000 | 1      |       |

| Rang | Associació           | Coeff. | Equips | Notes |
| ---- | -------------------- | ------ | ------ | ----- |
| 20   | Xipre                | 14.000 | 1      |       |
| 21   | Sèrbia               | 14.000 | 1      |       |
| 22   | Bèlgica              | 12.000 | 1      |       |
| 23   | Bòsnia i Hercegovina | 11.500 | 1      |       |
| 24   | Rússia               | 11.500 | 0      |       |
| 25   | Finlàndia            | 11.000 | 1      |       |
| 26   | Hongria              | 9.500  | 1      |       |
| 27   | Polònia              | 9.500  | 1      |       |
| 28   | Lituània             | 9.500  | 1      |       |
| 29   | Romania              | 8.000  | 1      |       |
| 30   | Croàcia              | 8.500  | 1      |       |
| 31   | Irlanda              | 7.500  | 1      |       |
| 32   | Eslovènia            | 7.500  | 1      |       |
| 33   | Turquia              | 7.500  | 1      |       |
| 34   | Grècia               | 7.000  | 1      |       |
| 35   | Kosovo               | 7.000  | 1      |       |
| 36   | Eslovàquia           | 6.500  | 1      |       |
| 37   | Bulgària             | 6.500  | 1      |       |

| Rang | Associació       | Coeff. | Equips | Notes |
| ---- | ---------------- | ------ | ------ | ----- |
| 38   | Montenegro       | 6.000  | 1      |       |
| 39   | Israel           | 5.500  | 1      |       |
| 40   | Estònia          | 5.500  | 1      |       |
| 41   | Gal·les          | 5.500  | 1      |       |
| 42   | Geòrgia          | 5.000  | 1      |       |
| 43   | Luxemburg        | 4.500  | 1      |       |
| 44   | Irlanda del Nord | 4.500  | 1      |       |
| 45   | Malta            | 4.000  | 1      |       |
| 46   | Letònia          | 3.500  | 1      |       |
| 47   | Illes Fèroe      | 3.000  | 1      |       |
| 47   | Armènia          | 3.000  | 1      |       |
| 47   | Macedònia        | 3.000  | 1      |       |
| 47   | Moldàvia         | 3.000  | 1      |       |
| NR   | Azerbaidjan      | —      | 1      |       |
| NR   | Gibraltar        | —      | 0      | NVE   |
| NR   | Andorra          | —      | 0      | NL    |
| NR   | Liechtenstein    | —      | 0      | NL    |
| NR   | San Marino       | —      | 0      | NL    |

### Distribució
|                                    | Camí                         | Equips que comencen en aquesta ronda                                                                      | Equips que provenen de la ronda anterior                                                                              |
| ---------------------------------- | ---------------------------- | --- | --- |
| Ronda 1 (Mini-torneig) (59 equips) | Camí de Campions (43 equips) | - 43 campions de les associacions 8–50 (excepte Rússia)Note RUS[›]                                        | |
| Ronda 1 (Mini-torneig) (59 equips) | Camí de la Lliga (16 equips) | - 6 tercers classificats de les associacions 1–6 - 10 equips segons classificats de les associacions 7–16 | |
| Ronda 2 (24 equips)                | Camí de Campions (14 equips) | - 3 campions de les associacions 5–7                                                                      | - 11 guanyadors per eliminació directa de la ronda anterior                                                           |
| Ronda 2 (24 equips)                | Camí de la Lliga (10 equips) | - 6 equips segons classificats de les associacions 1–6                                                    | - 4 guanyadors per eliminació directa de la ronda anterior                                                            |
| Fase de grups (16 equips)          | Fase de grups (16 equips)    | - 4 campions de les associacions 1–4 (inclosos els titulars)                                              | - 7 guanyadors per eliminació directa de la Champions Path - 5 guanyadors per eliminació directa del camí de la Lliga |
| Fase eliminatòria (8 equips)       | Fase eliminatòria (8 equips) | | - 4 guanyadors de grup de la fase de grups - 4 subcampions de grup de la fase de grups                                |

Atès que el Futbol Club Barcelona, campió de la Lliga de Campions, s'ha classificat a través de la seva lliga nacional, s'han fet els següents canvis a la llista d'accés:
- El campió de l'associació 4 (Anglaterra) entra a la fase de grups en lloc de la ronda 2 (Camí de Campions).
- El campió de l'associació 7 (Txèquia) entra a la ronda 2 en lloc de la ronda 1 (Camí de Campions).

### Equips
Les etiquetes entre parèntesis mostren com es va classificar cada equip per al lloc de la seva ronda inicial:
- DT: Defensor del títol
- 1r, 2n, 3r: Posicions de lliga de la temporada anterior

Les dues rondes classificatòries, ronda 1 i ronda 2, es divideixen en Camí de Campions (CP) i Camí de la Lliga (LP).
Coeficients de clubs femenins de la UEFA.
| Fase d'entrada | Fase d'entrada | Equips                   | Equips                   | Equips               | Equips                   |
| -------------- | -------------- | ------------------------ | ------------------------ | -------------------- | ------------------------ |
| Fase de grups  | Fase de grups  | Barcelona (1r)DT         | Lyon (1r)                | Bayern Munich (1r)   | Chelsea (1r)             |
|                |                |                          |                          |                      |                          |
| Ronda 2        | CC             | Roma (1r)                | Hammarby (1st)           | Slavia Prague (1r)   |                          |
| Ronda 2        | CL             | Paris Saint-Germain (2n) | VfL Wolfsburg (2n)       | Real Madrid (2n)     | Manchester City (2n)     |
| Ronda 2        | CL             | Juventus (2n)            | BK Häcken (2n)           |                      |                          |
|                |                |                          |                          |                      |                          |
| Ronda 1        | CC             | Nordsjælland (1r)        | Benfica (1r)             | Twente (1r)          | Vålerenga (1r)           |
| Ronda 1        | CC             | Celtic (1r)              | St. Pölten (1r)          | Vorskla Poltava (1r) | Valur (1r)               |
| Ronda 1        | CC             | Dinamo Minsk (1r)        | BIIK Shymkent (1r)       | Servette (1r)        | Vllaznia (1r)            |
| Ronda 1        | CC             | Apollon Ladies (1r)      | Crvena zvezda (1r)       | Anderlecht (1r)      | SFK 2000 (1r)            |
| Ronda 1        | CC             | KuPS (1r)                | Ferencváros (1r)         | Pogoń Szczecin (1r)  | Gintra (1r)              |
| Ronda 1        | CC             | Farul Constanța (1r)     | Osijek (1r)              | Peamount United (1r) | Mura (1r)                |
| Ronda 1        | CC             | Galatasaray (1r)         | PAOK (1r)                | Mitrovica (1r)       | Spartak Myjava (1r)      |
| Ronda 1        | CC             | NSA Sofia (1r)           | Breznica (1r)            | Kiryat Gat (1r)      | Flora (1r)               |
| Ronda 1        | CC             | Cardiff City (1r)        | Lanchkhuti (1r)          | Racing Union (1r)    | Glentoran (1r)           |
| Ronda 1        | CC             | Birkirkara (1r)          | SFK Rīga (1r)            | KÍ (1r)              | Agarista Anenii Noi (1r) |
| Ronda 1        | CC             | Ljuboten (1r)            | Pyunik (1r)              | Neftchi Baku (1r)    |                          |
| Ronda 1        | CL             | Paris FC (3r)            | Eintracht Frankfurt (3r) | Atlético Madrid (3r) | Arsenal (3r)             |
| Ronda 1        | CL             | Fiorentina (3r)          | Linköping (3r)           | Sparta Prague (2n)   | Brøndby (2n)             |
| Ronda 1        | CL             | Sporting CP (2n)         | Ajax (2n)                | Rosenborg (2n)       | Rangers (2n)             |
| Ronda 1        | CL             | First Vienna FC (2n)     | Kolos Kovalivka (2n)     | Breiðablik 2n)       | FC Minsk (2n)            |

## Programa
El calendari de la competició és el següent.
| Fase                 | Ronda           | Data de sorteig  | Partits d'anada                                   | Partits de tornada                                |
| -------------------- | --------------- | ---------------- | ------------------------------------------------- | ------------------------------------------------- |
| Classificació        | Primera ronda   | 5 juliol 2024    | 4 setembre 2024 (semifinals)                      | 7 setembre 2024 (tercera plaça play-off i final)  |
| Classificació        | Segona ronda    | 9 setembre 2024  | 18–19 setembre 2024                               | 25–26 setembre 2024                               |
| Fase de grups        | Jornada 1       | 27 setembre 2024 | 8–9 octubre 2024                                  | 8–9 octubre 2024                                  |
| Fase de grups        | Jornada 2       | 27 setembre 2024 | 16–17 octubre 2024                                | 16–17 octubre 2024                                |
| Fase de grups        | Jornada 3       | 27 setembre 2024 | 12–13 novembre 2024                               | 12–13 novembre 2024                               |
| Fase de grups        | Jornada 4       | 27 setembre 2024 | 20–21 novembre 2024                               | 20–21 novembre 2024                               |
| Fase de grups        | Jornada 5       | 27 setembre 2024 | 11–12 desembre 2024                               | 11–12 desembre 2024                               |
| Fase de grups        | Jornada 6       | 27 setembre 2024 | 17–18 desembre 2024                               | 17–18 desembre 2024                               |
| Fase d'eliminatòries | Quarts de final | 7 febrer 2025    | 18–19 març 2025                                   | 26–27 març 2025                                   |
| Fase d'eliminatòries | Semifinals      | 7 febrer 2025    | 19–20 abril 2025                                  | 26–27 abril 2025                                  |
| Fase d'eliminatòries | Final           | 7 febrer 2025    | 23–25 maig 2025 a l'Estádio José Alvalade, Lisboa | 23–25 maig 2025 a l'Estádio José Alvalade, Lisboa |

## Fase classificatòria

### Ronda 1

#### Classificació
Un total de 59 equips jugaran a la primera ronda.

#### Camí de Campions
|  | Semifinals      | Semifinals |             |   | Final | Final |
|  |                 |            |             |   |       |       |
|  | 4 setembre      |            |             |   |       |       |
|  |                 |            |             |   |       |       |
|  | SFK 2000        | 3          |             |   |       |       |
|  | SFK 2000        | 3          | 7 setembre  |   |       |       |
|  | KÍ              | 0          |             |   |       |       |
|  | KÍ              | 0          | SFK 2000    | 0 |       |       |
|  | 4 sepembre      |            | SFK 2000    | 0 |       |       |
|  |                 | Benfica    | 4           |   |       |       |
|  | Benfica         | Benfica    | 4           | 3 |       |       |
|  | Benfica         |            |             | 3 |       |       |
|  | FC Nordsjælland | 1          |             |   |       |       |
|  | FC Nordsjælland | 1          | Tercer lloc |   |       |       |
|  |                 |            |             |   |       |       |
|  | 7 setembre      |            |             |   |       |       |
|  |                 |            |             |   |       |       |
|  | KÍ              | 0          |             |   |       |       |
|  | KÍ              | 0          |             |   |       |       |
|  | FC Nordsjælland | 2          |             |   |       |       |

|  | Semifinals   | Semifinals |             |   | Final | Final |
|  |              |            |             |   |       |       |
|  | 4 setembre   |            |             |   |       |       |
|  |              |            |             |   |       |       |
|  | Vllaznia     | 3          |             |   |       |       |
|  | Vllaznia     | 3          | 7 setembre  |   |       |       |
|  | Lanchkhuti   | 0          |             |   |       |       |
|  | Lanchkhuti   | 0          | Vllaznia    | 0 |       |       |
|  | 4 setembre   |            | Vllaznia    | 0 |       |       |
|  |              | St. Pölten | 1           |   |       |       |
|  | St. Pölten   | St. Pölten | 1           | 5 |       |       |
|  | St. Pölten   |            |             | 5 |       |       |
|  | Neftchi Baku | 0          |             |   |       |       |
|  | Neftchi Baku | 0          | Tercer lloc |   |       |       |
|  |              |            |             |   |       |       |
|  | 7 setembre   |            |             |   |       |       |
|  |              |            |             |   |       |       |
|  | Lanchkhuti   | 2          |             |   |       |       |
|  | Lanchkhuti   | 2          |             |   |       |       |
|  | Neftchi Baku | 1          |             |   |       |       |

|  | Semifinals          | Semifinals |             |   | Final | Final |
|  |                     |            |             |   |       |       |
|  | 4 setembre          |            |             |   |       |       |
|  |                     |            |             |   |       |       |
|  | KuPS                | 1          |             |   |       |       |
|  | KuPS                | 1          | 7 setembre  |   |       |       |
|  | Celtic              | 3          |             |   |       |       |
|  | Celtic              | 3          | Celtic      | 2 |       |       |
|  | 4 setembre          |            | Celtic      | 2 |       |       |
|  |                     | Gintra     | 0           |   |       |       |
|  | Gintra              | Gintra     | 0           | 5 |       |       |
|  | Gintra              |            |             | 5 |       |       |
|  | Agarista Anenii Noi | 0          |             |   |       |       |
|  | Agarista Anenii Noi | 0          | Tercer lloc |   |       |       |
|  |                     |            |             |   |       |       |
|  | 7 setembre          |            |             |   |       |       |
|  |                     |            |             |   |       |       |
|  | KuPS                | 6          |             |   |       |       |
|  | KuPS                | 6          |             |   |       |       |
|  | Agarista Anenii Noi | 0          |             |   |       |       |

|  | Semifinals    | Semifinals |             |   | Final | Final |
|  |               |            |             |   |       |       |
|  | 4 setembre    |            |             |   |       |       |
|  |               |            |             |   |       |       |
|  | Breznica      | 1          |             |   |       |       |
|  | Breznica      | 1          | 7 setembre  |   |       |       |
|  | Birkirkara    | 2          |             |   |       |       |
|  | Birkirkara    | 2          | Birkirkara  | 0 |       |       |
|  | 4 setembre    |            | Birkirkara  | 0 |       |       |
|  |               | Anderlecht | 5           |   |       |       |
|  | Anderlecht    | Anderlecht | 5           | 4 |       |       |
|  | Anderlecht    |            |             | 4 |       |       |
|  | Crvena Zvezda | 1          |             |   |       |       |
|  | Crvena Zvezda | 1          | Tercer lloc |   |       |       |
|  |               |            |             |   |       |       |
|  | 7 setembre    |            |             |   |       |       |
|  |               |            |             |   |       |       |
|  | Breznica      | 0          |             |   |       |       |
|  | Breznica      | 0          |             |   |       |       |
|  | Crvena Zvezda | 3          |             |   |       |       |

|  | Semifinals   | Semifinals |             |    | Final | Final |
|  |              |            |             |    |       |       |
|  | 4 setembre   |            |             |    |       |       |
|  |              |            |             |    |       |       |
|  | Twente       | 7          |             |    |       |       |
|  | Twente       | 7          | 7 setembre  |    |       |       |
|  | Cardiff City | 0          |             |    |       |       |
|  | Cardiff City | 0          | Twente      | 5  |       |       |
|  | 4 setembre   |            | Twente      | 5  |       |       |
|  |              | Valur      | 0           |    |       |       |
|  | Valur        | Valur      | 0           | 10 |       |       |
|  | Valur        |            |             | 10 |       |       |
|  | Ljuboten     | 0          |             |    |       |       |
|  | Ljuboten     | 0          | Tercer lloc |    |       |       |
|  |              |            |             |    |       |       |
|  | 7 setembre   |            |             |    |       |       |
|  |              |            |             |    |       |       |
|  | Cardiff City | 0          |             |    |       |       |
|  | Cardiff City | 0          |             |    |       |       |
|  | Ljuboten     | 2          |             |    |       |       |

|  | Semifinals     | Semifinals |                |   | Final | Final |
|  |                |            |                |   |       |       |
|  | 4 setembre     |            |                |   |       |       |
|  |                |            |                |   |       |       |
|  | Apollon Ladies | 3          |                |   |       |       |
|  | Apollon Ladies | 3          | 7 setembre     |   |       |       |
|  | Pyunik         | 0          |                |   |       |       |
|  | Pyunik         | 0          | Apollon Ladies | 2 |       |       |
|  | 4 setembre     |            | Apollon Ladies | 2 |       |       |
|  |                | Mura       | 3              |   |       |       |
|  | Mura           | Mura       | 3              | 3 |       |       |
|  | Mura           |            |                | 3 |       |       |
|  | Glentoran      | 2          |                |   |       |       |
|  | Glentoran      | 2          | Tercer lloc    |   |       |       |
|  |                |            |                |   |       |       |
|  | 7 setembre     |            |                |   |       |       |
|  |                |            |                |   |       |       |
|  | Pyunik         | 0          |                |   |       |       |
|  | Pyunik         | 0          |                |   |       |       |
|  | Glentoran      | 1          |                |   |       |       |

|  | Semifinals      | Semifinals |             |   | Final | Final |
|  |                 |            |             |   |       |       |
|  | 4 setembre      |            |             |   |       |       |
|  |                 |            |             |   |       |       |
|  | PAOK (pròrroga) | 2          |             |   |       |       |
|  | PAOK (pròrroga) | 2          | 7 setembre  |   |       |       |
|  | Kiryat Gat      | 1          |             |   |       |       |
|  | Kiryat Gat      | 1          | PAOK        | 0 |       |       |
|  | 4 setembre      |            | PAOK        | 0 |       |       |
|  |                 | Servette   | 2           |   |       |       |
|  | Servette        | Servette   | 2           | 1 |       |       |
|  | Servette        |            |             | 1 |       |       |
|  | Pogoń Szczecin  | 0          |             |   |       |       |
|  | Pogoń Szczecin  | 0          | Tercer lloc |   |       |       |
|  |                 |            |             |   |       |       |
|  | 7 setembre      |            |             |   |       |       |
|  |                 |            |             |   |       |       |
|  | Kiryat Gat      | 0          |             |   |       |       |
|  | Kiryat Gat      | 0          |             |   |       |       |
|  | Pogoń Szczecin  | 1          |             |   |       |       |

|  | Semifinals    | Semifinals  |               |   | Final | Final |
|  |               |             |               |   |       |       |
|  | 4 setembre    |             |               |   |       |       |
|  |               |             |               |   |       |       |
|  | BIIK Shymkent | 3           |               |   |       |       |
|  | BIIK Shymkent | 3           | 7 setembre    |   |       |       |
|  | Sofia         | 0           |               |   |       |       |
|  | Sofia         | 0           | BIIK Shymkent | 0 |       |       |
|  | 4 setembre    |             | BIIK Shymkent | 0 |       |       |
|  |               | Galatasaray | 5             |   |       |       |
|  | Racing Union  | Galatasaray | 5             | 1 |       |       |
|  | Racing Union  |             |               | 1 |       |       |
|  | Galatasaray   | 4           |               |   |       |       |
|  | Galatasaray   | 4           | Tercer lloc   |   |       |       |
|  |               |             |               |   |       |       |
|  | 7 setembre    |             |               |   |       |       |
|  |               |             |               |   |       |       |
|  | Sofia         | 0           |               |   |       |       |
|  | Sofia         | 0           |               |   |       |       |
|  | Racing Union  | 2           |               |   |       |       |

|  | Semifinals          | Semifinals |             |   | Final | Final |
|  |                     |            |             |   |       |       |
|  | 4 setembre          |            |             |   |       |       |
|  |                     |            |             |   |       |       |
|  | Osijek              | 2          |             |   |       |       |
|  | Osijek              | 2          | 7 setembre  |   |       |       |
|  | Spartak Myjava      | 0          |             |   |       |       |
|  | Spartak Myjava      | 0          | Osijek      | 2 |       |       |
|  | 4 setembre          |            | Osijek      | 2 |       |       |
|  |                     | Peamount   | 1           |   |       |       |
|  | Dinamo Minsk        | Peamount   | 1           | 1 |       |       |
|  | Dinamo Minsk        |            |             | 1 |       |       |
|  | Peamount (pròrroga) | 2          |             |   |       |       |
|  | Peamount (pròrroga) | 2          | Tercer lloc |   |       |       |
|  |                     |            |             |   |       |       |
|  | 7 setembre          |            |             |   |       |       |
|  |                     |            |             |   |       |       |
|  | Spartak Myjava      | 2          |             |   |       |       |
|  | Spartak Myjava      | 2          |             |   |       |       |
|  | Dinamo Minsk        | 3          |             |   |       |       |

|  | Semifinals        | Semifinals      |             |   | Final | Final |
|  |                   |                 |             |   |       |       |
|  | 4 setembre        |                 |             |   |       |       |
|  |                   |                 |             |   |       |       |
|  | Ferencváros       | 2               |             |   |       |       |
|  | Ferencváros       | 2               | 7 setembre  |   |       |       |
|  | Flora             | 1               |             |   |       |       |
|  | Flora             | 1               | Ferencváros | 0 |       |       |
|  | 4 setembre        |                 | Ferencváros | 0 |       |       |
|  |                   | Vorskla Poltava | 2           |   |       |       |
|  | Vorskla Poltava   | Vorskla Poltava | 2           | 5 |       |       |
|  | Vorskla Poltava   |                 |             | 5 |       |       |
|  | SFK Rīga          | 0               |             |   |       |       |
|  | SFK Rīga          | 0               | Tercer lloc |   |       |       |
|  |                   |                 |             |   |       |       |
|  | 7 setembre        |                 |             |   |       |       |
|  |                   |                 |             |   |       |       |
|  | Flora (prò.) (p.) | 0 (7)           |             |   |       |       |
|  | Flora (prò.) (p.) | 0 (7)           |             |   |       |       |
|  | SFK Rīga          | 0 (6)           |             |   |       |       |

| Organitzat per Farul Constanța. \| \| Semifinals \| Semifinals \| \| \| Final \| Final \| \| \| \| \| \| \| \| \| \| \| \| \| \| \| \| \| \| \| \| \| \| \| \| \| \| \| \| \| \| \| \| \| \| \| 7 setembre \| \| \| \| \| \| \| \| \| \| \| \| \| \| \| \| Vålerenga \| 3 \| \| \| \| \| \| \| Vålerenga \| 3 \| 4 setembre \| \| \| \| \| \| \| \| Farul Constanța \| 1 \| \| \| \| \| Mitrovica \| 0 \| Farul Constanța \| 1 \| \| \| \| \| Mitrovica \| 0 \| \| \| \| \| \| \| Farul Constanța \| 4 \| \| \| \| \| \| \| Farul Constanța \| 4 \| \| \| \| \| |                 |            |                 |   |       |       |
| | Semifinals      | Semifinals |                 |   | Final | Final |
| |                 |            |                 |   |       |       |
| |                 |            |                 |   |       |       |
| |                 |            |                 |   |       |       |
| |                 |            |                 |   |       |       |
| | 7 setembre      |            |                 |   |       |       |
| |                 |            |                 |   |       |       |
| | Vålerenga       | 3          |                 |   |       |       |
| | Vålerenga       | 3          | 4 setembre      |   |       |       |
| |                 |            | Farul Constanța | 1 |       |       |
| | Mitrovica       | 0          | Farul Constanța | 1 |       |       |
| | Mitrovica       | 0          |                 |   |       |       |
| | Farul Constanța | 4          |                 |   |       |       |
| | Farul Constanța | 4          |                 |   |       |       |

#### Camí de la Lliga
|  | Semifinals      | Semifinals |             |   | Final | Final |
|  |                 |            |             |   |       |       |
|  | 4 setembre      |            |             |   |       |       |
|  |                 |            |             |   |       |       |
|  | Brøndby         | 0          |             |   |       |       |
|  | Brøndby         | 0          | 7 setembre  |   |       |       |
|  | Fiorentina      | 1          |             |   |       |       |
|  | Fiorentina      | 1          | Fiorentina  | 1 |       |       |
|  | 4 setembre      |            | Fiorentina  | 1 |       |       |
|  |                 | Ajax       | 0           |   |       |       |
|  | Ajax (pròrroga) | Ajax       | 0           | 4 |       |       |
|  | Ajax (pròrroga) |            |             | 4 |       |       |
|  | Kolos Kovalivka | 1          |             |   |       |       |
|  | Kolos Kovalivka | 1          | Tercer lloc |   |       |       |
|  |                 |            |             |   |       |       |
|  | 7 setembre      |            |             |   |       |       |
|  |                 |            |             |   |       |       |
|  | Brøndby         | 2          |             |   |       |       |
|  | Brøndby         | 2          |             |   |       |       |
|  | Kolos Kovalivka | 1          |             |   |       |       |

|  | Semifinals               | Semifinals |               |   | Final | Final |
|  |                          |            |               |   |       |       |
|  | 4 setembre               |            |               |   |       |       |
|  |                          |            |               |   |       |       |
|  | Sparta Prague (pròrroga) | 3          |               |   |       |       |
|  | Sparta Prague (pròrroga) | 3          | 7 setembre    |   |       |       |
|  | Linköping                | 1          |               |   |       |       |
|  | Linköping                | 1          | Sparta Prague | 0 |       |       |
|  | 4 setembre               |            | Sparta Prague | 0 |       |       |
|  |                          | Paris FC   | 2             |   |       |       |
|  | Paris FC                 | Paris FC   | 2             | 9 |       |       |
|  | Paris FC                 |            |               | 9 |       |       |
|  | First Vienna FC          | 0          |               |   |       |       |
|  | First Vienna FC          | 0          | Tercer lloc   |   |       |       |
|  |                          |            |               |   |       |       |
|  | 7 setembre               |            |               |   |       |       |
|  |                          |            |               |   |       |       |
|  | Linköping                | 8          |               |   |       |       |
|  | Linköping                | 8          |               |   |       |       |
|  | First Vienna FC          | 0          |               |   |       |       |

|  | Semifinals               | Semifinals |             |       | Final | Final |
|  |                          |            |             |       |       |       |
|  | 4 setembre               |            |             |       |       |       |
|  |                          |            |             |       |       |       |
|  | Arsenal                  | 6          |             |       |       |       |
|  | Arsenal                  | 6          | 7 setembre  |       |       |       |
|  | Rangers                  | 0          |             |       |       |       |
|  | Rangers                  | 0          | Arsenal     | 1     |       |       |
|  | 4 setembre               |            | Arsenal     | 1     |       |       |
|  |                          | Rosenborg  | 0           |       |       |       |
|  | Atlético Madrid          | Rosenborg  | 0           | 2 (2) |       |       |
|  | Atlético Madrid          |            |             | 2 (2) |       |       |
|  | Rosenborg (pròrroga) (p) | 2 (3)      |             |       |       |       |
|  | Rosenborg (pròrroga) (p) | 2 (3)      | Tercer lloc |       |       |       |
|  |                          |            |             |       |       |       |
|  | 7 setembre               |            |             |       |       |       |
|  |                          |            |             |       |       |       |
|  | Rangers                  | 0          |             |       |       |       |
|  | Rangers                  | 0          |             |       |       |       |
|  | Atlético Madrid          | 3          |             |       |       |       |

|  | Semifinals          | Semifinals  |             |   | Final | Final |
|  |                     |             |             |   |       |       |
|  | 4 setembre          |             |             |   |       |       |
|  |                     |             |             |   |       |       |
|  | FC Minsk            | 1           |             |   |       |       |
|  | FC Minsk            | 1           | 7 setembre  |   |       |       |
|  | Breiðablik          | 6           |             |   |       |       |
|  | Breiðablik          | 6           | Breiðablik  | 0 |       |       |
|  | 4 setembre          |             | Breiðablik  | 0 |       |       |
|  |                     | Sporting CP | 2           |   |       |       |
|  | Eintracht Frankfurt | Sporting CP | 2           | 0 |       |       |
|  | Eintracht Frankfurt |             |             | 0 |       |       |
|  | Sporting CP         | 2           |             |   |       |       |
|  | Sporting CP         | 2           | Tercer lloc |   |       |       |
|  |                     |             |             |   |       |       |
|  | 7 setembre          |             |             |   |       |       |
|  |                     |             |             |   |       |       |
|  | FC Minsk            | 0           |             |   |       |       |
|  | FC Minsk            | 0           |             |   |       |       |
|  | Eintracht Frankfurt | 6           |             |   |       |       |

### Ronda 2

#### Classificació
Un total de 24 equips jugaren la segona ronda. El sorteig es va celebrar el 9 de setembre de 2024.
Al Camí de Campions, hi ha set equips cap de sèrie i set equips que no ho són. Al Camí de la Lliga hi ha cinc equips cap de sèrie i cinc equips que no ho són. Els clubs d'una mateixa associació no poden formar part d'un mateix emparellament.
| Caps de sèrie                                                                        | No caps de sèrie                                                          |
| ------------------------------------------------------------------------------------ | ------------------------------------------------------------------------- |
| - Benfica - Slavia Prague - St. Pölten - Roma - Twente - Vålerenga - Vorskla Poltava | - Anderlecht - Servette - Mura - Osijek - Celtic - Hammarby - Galatasaray |

| Caps de sèrie                                                                   | No caps de sèrie                                             |
| ------------------------------------------------------------------------------- | ------------------------------------------------------------ |
| - Paris Saint-Germain - VfL Wolfsburg - Arsenal - Real Madrid - Manchester City | - Juventus - BK Häcken - Paris FC - Fiorentina - Sporting CP |

### Resum
Els partits d'anada es van jugar els dies 18, 19 i 22 de setembre, i els de tornada els dies 25 i 26 de setembre de 2024.
Els guanyadors de les eliminatòries passaran a la Fase de grups.
| Equip 1         | Global | Equip 2       | Anada | Tornada        |
| --------------- | ------ | ------------- | ----- | -------------- |
| St. Pölten      | 1      | Mura          | 3-0   | 5-0            |
| Hammarby        | 2      | Benfica       | 1-2   | 2-0            |
| Osijek          | 3      | Twente        | 1-4   | 0-4            |
| Galatasaray     | 4      | Slavia Prague | 2-2   | 2-1 (pròrroga) |
| Roma            | 5      | Servette      | 3-1   | 7-2            |
| Anderlecht      | 6      | Vålerenga     | 1-2   | 0-3            |
| Vorskla Poltava | 7      | Celtic        | 0-1   | 0-2            |

| Equip 1     | Global | Equip 2             | Anada | Tornada |
| ----------- | ------ | ------------------- | ----- | ------- |
| Sporting CP | 1      | Real Madrid         | 1-2   | 1-3     |
| Juventus    | 2      | Paris Saint-Germain | 3-1   | 2-1     |
| Paris FC    | 3      | Manchester City     | 0-5   | 0-3     |
| Fiorentina  | 4      | VfL Wolfsburg       | 0-7   | 0-5     |
| BK Häcken   | 5      | Arsenal             | 1-0   | 0-4     |

## Fase de grups
Setze equips participen a la fase de grups. Als 4 que s'hi classifiquen directament s'hi afegeixen els 7 guanyadors de la segona fase de classificació en el camí de campions i els 5 guanyadors de la segona fase de classificació de la lliga. El sorteig es va celebrar el 27 de setembre de 2024 i va veure els 16 equips dividits en quatre grups de quatre equips segons el coeficient UEFA dels clubs. Els dos primers de cada grup es classifiquen per a la fase eliminatòria.
- El pot 1 contenia els quatre participants directes, és a dir, els campions de la Lliga de Campions i els campions de les tres primeres associacions basats en els seus coeficients de l'associació femenina de la UEFA.[12]
- Els pots 2, 3 i 4 contenien els equips restants, classificats segons els seus coeficients de clubs femenins de la UEFA de 2023.[13]

Els equips d'una mateixa associació no poden formar part del mateix grup. Abans del sorteig, la UEFA va formar una parella d'equips per a associacions amb dos o tres equips en funció de l'audiència televisiva, on un equip es classificarà als grups A–B i un altre equip als grups C–D, de manera que els dos equips juguen en dies diferents.
A continuació es mostren els equips participants (amb els seus coeficients de clubs de la UEFA de 2024), agrupats segons el seu cap de sèrie.
- Quatre equips que van entrar en aquesta etapa
- 12 guanyadors de la Ronda 2 (set del Camí de Campions i cinc del Camí de la Lliga)

| Assoc. | Equip           | Coef.   |
| ------ | --------------- | ------- |
| DT & 1 | Barcelona       | 130.633 |
| 1      | Lyon            | 118.666 |
| 3      | Bayern de Múnic | 87.799  |
| 4      | Chelsea         | 84.999  |

| Equip           | Notes | Coef.  |
| --------------- | ----- | ------ |
| VfL Wolfsburg   | CL    | 92.799 |
| Arsenal         | CL    | 57.999 |
| Real Madrid     | CL    | 41.633 |
| Manchester City | CL    | 40.999 |

| Equip      | Notes | Coef.  |
| ---------- | ----- | ------ |
| Juventus   | CL    | 40.800 |
| St. Pölten | CC    | 32.250 |
| Roma       | CC    | 28.800 |
| Twente     | CC    | 18.400 |

| Equip       | Notes | Coef.  |
| ----------- | ----- | ------ |
| Vålerenga   | CC    | 15.300 |
| Celtic      | CC    | 6.400  |
| Hammarby    | CC    | 4.999  |
| Galatasaray | CC    | 1.500  |

Notes
- DT El club defensor del títol de la Lliga de Campions, col·locat automàticament al Pot 1 com a primer cap de sèrie. Com que també era el campió de la tercera associació, també va entrara la fase de grups de forma directa el campió de la quarta associació.
- CC Guanyadors de la ronda 2 (Camí de Campions).
- CL Guanyadors de la ronda 2 (Camí de la Lliga).

| Clau de colors                                                     |
| ------------------------------------------------------------------ |
| Els guanyadors del grup i els subcampions passen a Quarts de final |

### Grup A
| Pos | Equip         | Pt | J | G | E | P | GF | GC | DG  |
| --- | ------------- | -- | - | - | - | - | -- | -- | --- |
| 1.  | Lyon          | 12 | 6 | 6 | 0 | 0 | 19 | 1  | +18 |
| 2.  | VfL Wolfsburg | 9  | 6 | 3 | 0 | 3 | 16 | 5  | +11 |
| 3.  | Roma          | 9  | 6 | 3 | 0 | 3 | 12 | 14 | -2  |
| 4.  | Galatasaray   | 0  | 6 | 0 | 0 | 6 | 1  | 28 | -27 |

| Lyon                        | 3–0     | Galatasaray |
| --------------------------- | ------- | ----------- |
| Diani 34', 77' · Gilles 45' | Informe |             |

| Roma                 | 1–0     | VfL Wolfsburg |
| -------------------- | ------- | ------------- |
| Giugliano 14' (pen.) | Informe |               |

| Galatasaray  | 1–6     | Roma                                                                              |
| ------------ | ------- | --------------------------------------------------------------------------------- |
| Stašková 76' | Informe | Cissoko 7' · Giacinti 24' · Haavi 54' · Giugliano 59' · Pandini 84' · Corelli 87' |

| VfL Wolfsburg | 0–2     | Lyon                         |
| ------------- | ------- | ---------------------------- |
|               | Informe | Renard 8' · Horan 53' (pen.) |

| Galatasaray | 0–5     | VfL Wolfsburg                                              |
| ----------- | ------- | ---------------------------------------------------------- |
|             | Informe | Wedemeyer 24' · Blomqvist 63', 77', 90+6' · Endemann 90+7' |

| Roma | 0–3     | Lyon                           |
| ---- | ------- | ------------------------------ |
|      | Informe | Dumornay 36', 42' · Gilles 52' |

| VfL Wolfsburg                                  | 5–0     | Galatasaray |
| ---------------------------------------------- | ------- | ----------- |
| Popp 3', 15', 88' · Minge 31' · Lattwein 90+6' | Informe |             |

| Lyon                                          | 4-1     | Roma        |
| --------------------------------------------- | ------- | ----------- |
| Diani 77', 79' · Le Sommer 89' · Renard 90+2' | Informe | Dragoni 74' |

| VfL Wolfsburg                                               | 6-1     | Roma         |
| ----------------------------------------------------------- | ------- | ------------ |
| Popp 6' · Beerensteyn 65' · Jónsdóttir 68', 85', 89', 90+2' | Informe | Giacinti 56' |

| Galatasaray | 0-6     | Lyon                                                                                            |
| ----------- | ------- | ----------------------------------------------------------------------------------------------- |
|             | Informe | Hegerberg 19' · Däbritz 24' · Jackmon 34' (p.p.) · Renard 49' · Van de Donk 69' · Le Sommer 76' |

| Lyon            | 1-0     | VfL Wolfsburg |
| --------------- | ------- | ------------- |
| Van de Donk 81' | Informe |               |

| Roma                                       | 3-0     | Galatasaray |
| ------------------------------------------ | ------- | ----------- |
| Corelli 9' · Ventriglia 82' · Linari 90+3' | Informe |             |

### Grup B
| Pos | Equip       | Pt | J | G | E | P | GF | GC | DG  |
| --- | ----------- | -- | - | - | - | - | -- | -- | --- |
| 1.  | Chelsea     | 15 | 6 | 6 | 0 | 0 | 19 | 6  | +13 |
| 2.  | Real Madrid | 12 | 6 | 4 | 0 | 2 | 20 | 7  | +13 |
| 3.  | Twente      | 6  | 6 | 2 | 0 | 4 | 9  | 19 | -10 |
| 4.  | Celtic      | 0  | 6 | 0 | 0 | 6 | 1  | 17 | -16 |

| Chelsea                                     | 3–2     | Real Madrid               |
| ------------------------------------------- | ------- | ------------------------- |
| Nüsken 2' · Reiten 27' (pen.) · Ramírez 53' | Informe | Redondo 39' · Caicedo 84' |

| Celtic | 0–2     | Twente              |
| ------ | ------- | ------------------- |
|        | Informe | Van Dooren 44', 85' |

| Real Madrid                                           | 4–0     | Celtic |
| ----------------------------------------------------- | ------- | ------ |
| Weir 7' · Bruun 72' · Møller 80' · Caicedo 83' (pen.) | Informe |        |

| Twente       | 1–3     | Chelsea                                          |
| ------------ | ------- | ------------------------------------------------ |
| Van Dijk 68' | Informe | Beever-Jones 7' · Hamano 18' · Reiten 63' (pen.) |

| Real Madrid                                                                     | 7-0     | Twente |
| ------------------------------------------------------------------------------- | ------- | ------ |
| Bruun 3' · Méndez 13', 63' · Feller 50' · Weir 55' · Oihane 65' · Camacho 90+2' | Informe |        |

| Celtic    | 1-2     | Chelsea                   |
| --------- | ------- | ------------------------- |
| Agnew 22' | Informe | Hamano 28' · Lawrence 32' |

| Twente                            | 2–3     | Real Madrid                               |
| --------------------------------- | ------- | ----------------------------------------- |
| Ravensbergen 29' · Te Brake 90+6' | Informe | Caicedo 45+2' · Bruun 71' · Redondo 90+4' |

| Chelsea                                         | 3-0     | Celtic |
| ----------------------------------------------- | ------- | ------ |
| Bronze 2' · Kaptein 25' · Périsset 90+5' (pen.) | Informe |        |

| Chelsea                                                                                    | 6-1     | Twente                |
| ------------------------------------------------------------------------------------------ | ------- | --------------------- |
| Macario 2' · Jean-François 30' · Ramírez 35' · Knol 38' (p.p.) · Nüsken 48' · Périsset 85' | Informe | Van Dooren 29' (pen.) |

| Celtic | 0–3     | Real Madrid                  |
| ------ | ------- | ---------------------------- |
|        | Informe | Bruun 30', 71' · Redondo 85' |

| Real Madrid | 1-2     | Chelsea                        |
| ----------- | ------- | ------------------------------ |
| Weir 7'     | Informe | Macário 51' (pen.), 56' (pen.) |

| Twente                                | 3-0     | Celtic |
| ------------------------------------- | ------- | ------ |
| Van Dooren 20', 34' · Ross 43' (p.p.) | Informe |        |

### Grup C
| Pos | Equip           | Pt | J | G | E | P | GF | GC | DG  |
| --- | --------------- | -- | - | - | - | - | -- | -- | --- |
| 1.  | Arsenal         | 15 | 6 | 5 | 0 | 1 | 17 | 9  | +8  |
| 2.  | Bayern de Múnic | 13 | 6 | 4 | 1 | 1 | 17 | 6  | +11 |
| 3.  | Juventus        | 6  | 6 | 2 | 0 | 4 | 4  | 11 | -7  |
| 4.  | Vålerenga       | 0  | 6 | 0 | 0 | 6 | 3  | 15 | -12 |

| Bayern de Múnic                                       | 5–2     | Arsenal                       |
| ----------------------------------------------------- | ------- | ----------------------------- |
| Viggósdóttir 43' · Lohmann 56' · Harder 73', 78', 86' | Informe | Mariona 30' · Laia Codina 65' |

| Vålerenga | 0–1     | Juventus    |
| --------- | ------- | ----------- |
|           | Informe | Cantore 29' |

| Juventus | 0–2     | Bayern de Múnic           |
| -------- | ------- | ------------------------- |
|          | Informe | Dallmann 17' · Harder 73' |

| Arsenal                                        | 4–1     | Vålerenga   |
| ---------------------------------------------- | ------- | ----------- |
| Fox 2' · Foord 29' · Mariona 85' · Russo 90+3' | Informe | Tvedten 35' |

| Juventus | 0-4     | Arsenal                                                   |
| -------- | ------- | --------------------------------------------------------- |
|          | Informe | Maanum 38' · Blackstenius 75' · Caldentey 80' · Foord 87' |

| Bayern de Múnic                                | 3-0     | Vålerenga |
| ---------------------------------------------- | ------- | --------- |
| Harder 10' · Gwinn 17' (pen.) · Zadrazil 90+2' | Informe |           |

| Vålerenga    | 1-1     | Bayern de Múnic |
| ------------ | ------- | --------------- |
| Thorsnes 88' | Informe | Damnjanović 75' |

| Arsenal    | 1–0     | Juventus |
| ---------- | ------- | -------- |
| Hurtig 89' | Informe |          |

| Bayern de Múnic                                        | 4–0     | Juventus |
| ------------------------------------------------------ | ------- | -------- |
| Damnjanović 22' · Harder 52' · Bühl 73' · Şehitler 82' | Informe |          |

| Vålerenga    | 1–3     | Arsenal                     |
| ------------ | ------- | --------------------------- |
| Lindwall 85' | Informe | Russo 25', 58' · Maanum 37' |

| Arsenal                                                   | 3-2     | Bayern de Múnic   |
| --------------------------------------------------------- | ------- | ----------------- |
| Viggósdóttir 7' (p.p.) · Russo 59' · Caldentey 86' (pen.) | Informe | Eriksson 39', 58' |

| Juventus                                    | 3–0     | Vålerenga |
| ------------------------------------------- | ------- | --------- |
| Bergamaschi 6' · Cantore 56' · Kullberg 64' | Informe |           |

### Grup D
| Pos | Equip           | Pt | J | G | E | P | GF | GC | DG  |
| --- | --------------- | -- | - | - | - | - | -- | -- | --- |
| 1.  | Barcelona       | 15 | 6 | 5 | 0 | 1 | 26 | 3  | +23 |
| 2.  | Manchester City | 15 | 6 | 5 | 0 | 1 | 11 | 6  | +5  |
| 3.  | Hammarby        | 6  | 6 | 2 | 0 | 4 | 5  | 17 | -12 |
| 4.  | St. Pölten      | 0  | 6 | 0 | 0 | 6 | 4  | 20 | -16 |

| Hammarby                  | 2–0     | St. Pölten |
| ------------------------- | ------- | ---------- |
| Hasund 18' · Tandberg 88' | Informe |            |

| Manchester City        | 2–0     | Barcelona |
| ---------------------- | ------- | --------- |
| Layzell 36' · Shaw 77' | Informe |           |

| St. Pölten                    | 2–3     | Manchester City                      |
| ----------------------------- | ------- | ------------------------------------ |
| Brunnthaler 40' · Dubcová 53' | Informe | Kennedy 5' · Fujino 57' · Fowler 80' |

| Barcelona | 9–0     | Hammarby |
| --- | ------- | -------- |
| Graham Hansen 10', 75' · Pina 24', 58' · Alèxia 45' · Maria León 53' · Pajor 72' · Brugts 86' · Rolfö 90' (pen.) | Informe |          |

| Barcelona                                                                                         | 7-0     | St. Pölten |
| ------------------------------------------------------------------------------------------------- | ------- | ---------- |
| Pajor 32' · Kika Nazareth 38' · Aitana 40' · Walsh 42' · Pina 45', 52' (pen.) · Graham Hansen 87' | Informe |            |

| Manchester City                   | 2-0     | Hammarby |
| --------------------------------- | ------- | -------- |
| Blindkilde Brown 47' · Fujino 80' | Informe |          |

| Hammarby       | 1-2     | Manchester City |
| -------------- | ------- | --------------- |
| Wangerheim 48' | Informe | Shaw 31', 52'   |

| St. Pölten | 1-4     | Barcelona                                             |
| ---------- | ------- | ----------------------------------------------------- |
| Mädl 59'   | Informe | Kika Nazareth 20', 29' · Vicky López 31' · Alèxia 57' |

| Manchester City           | 2–0     | St. Pölten |
| ------------------------- | ------- | ---------- |
| Murphy 55' · Casparij 66' | Informe |            |

| Hammarby | 0-3     | Barcelona                  |
| -------- | ------- | -------------------------- |
|          | Informe | Pajor 7', 40' · Aitana 80' |

| Barcelona                             | 3-0     | Manchester City |
| ------------------------------------- | ------- | --------------- |
| Pina 44' · Bonmatí 57' · Putellas 69' | Informe |                 |

| St. Pölten  | 1–2     | Hammarby                    |
| ----------- | ------- | --------------------------- |
| Dubcová 83' | Informe | Tandberg 20' · Blakstad 22' |

## Fase eliminatòria
A la fase eliminatòria, els equips juguen entre ells a doble partit a casa i a fora, excepte la final d'un partit. El mecanisme dels sortejos per a cada ronda és el següent:
- En el sorteig dels quarts de final, els quatre guanyadors del grup van ser cap de sèrie, i els quatre subcampions de grup no ho eren. Els equips cap de sèrie es van sortejar contra els equips que no eren cap de sèrie, amb els equips cap de sèrie acollint el partit de tornada. Els equips d'un mateix grup no es van poder emparellar entre ells.
- També es va fer un sorteig per determinar quin guanyador de la semifinal era designat com a equip "de casa" per a la final (a efectes administratius, ja que es juga en un lloc neutral).

### Quadre
|  | Quarts de final | Quarts de final | Quarts de final | Quarts de final |   |           | Semifinals | Semifinals | Semifinals | Semifinals |  |  | Final   | Final |
|  |                 |                 |                 |                 |   |           |            |            |            |            |  |  |         |       |
|  | Real Madrid     | 2               | 0               | 2               |   |           |            |            |            |            |  |  |         |       |
|  | Arsenal         | 0               | 3               | 3               |   |           |            |            |            |            |  |  |         |       |
|  | Arsenal         | 0               | 3               | 3               |   | Arsenal   | 1          | 4          | 5          |            |  |  |         |       |
|  |                 |                 |                 |                 |   | Arsenal   | 1          | 4          | 5          |            |  |  |         |       |
|  |                 | Lyon            | 2               | 1               | 3 |           |            |            |            |            |  |  |         |       |
|  | Bayern Munich   | Lyon            | 2               | 1               | 3 | 0         | 1          | 1          |            |            |  |  |         |       |
|  | Bayern Munich   |                 |                 |                 |   | 0         | 1          | 1          |            |            |  |  |         |       |
|  | Lyon            | 2               | 4               | 6               |   |           |            |            |            |            |  |  |         |       |
|  |                 |                 |                 |                 |   |           |            |            |            |            |  |  | Arsenal |       |
|  |                 |                 | Barcelona       |                 |   |           |            |            |            |            |  |  |         |       |
|  | VfL Wolfsburg   | 1               | 1               | 2               |   |           |            |            |            |            |  |  |         |       |
|  | Barcelona       | 4               | 6               | 10              |   |           |            |            |            |            |  |  |         |       |
|  | Barcelona       | 4               | 6               | 10              |   | Barcelona | 4          | 4          | 8          |            |  |  |         |       |
|  |                 |                 |                 |                 |   | Barcelona | 4          | 4          | 8          |            |  |  |         |       |
|  |                 | Chelsea         | 1               | 1               | 2 |           |            |            |            |            |  |  |         |       |
|  | Manchester City | Chelsea         | 1               | 1               | 2 | 2         | 0          | 2          |            |            |  |  |         |       |
|  | Manchester City |                 |                 |                 |   | 2         | 0          | 2          |            |            |  |  |         |       |
|  | Chelsea         | 0               | 3               | 3               |   |           |            |            |            |            |  |  |         |       |

### Quarts de final
El sorteig d'aparellaments dels quarts de final va tenir lloc el 7 de febrer de 2025. L'anada es jugarà els dies 18 i 19 de març, mentre que la tornada es jugarà els dies 26 i 27 de març de 2025.
| Equip 1         | Global | Equip 2   | Anada | Tornada |
| --------------- | ------ | --------- | ----- | ------- |
| Real Madrid     | 2-3    | Arsenal   | 2-0   | 0-3     |
| Bayern Munich   | 1-6    | Lyon      | 0-2   | 1-4     |
| VfL Wolfsburg   | 2-10   | Barcelona | 1-4   | 1-6     |
| Manchester City | 2-3    | Chelsea   | 2-0   | 0-3     |

### Partits
| Real Madrid                    | 2–0     | Arsenal |
| ------------------------------ | ------- | ------- |
| Caicedo 22' · Del Castillo 83' | Informe |         |

| Arsenal                      | 3–0     | Real Madrid |
| ---------------------------- | ------- | ----------- |
| Russo 46', 59' · Mariona 49' | Informe |             |

Arsenal guanya 3–2 en el global.
| Bayern Munich | 0–2     | Lyon                        |
| ------------- | ------- | --------------------------- |
|               | Informe | Chawinga 35' · Dumornay 65' |

| Lyon                                                      | 4–1     | Bayern Munich |
| --------------------------------------------------------- | ------- | ------------- |
| Dumornay 46' · Diani 54' · Chawinga 60' · Hegerberg 90+4' | Informe | Bühl 33'      |

Lyon guanya 6–1 en el global.
| VfL Wolfsburg | 1–4     | Barcelona                                                            |
| ------------- | ------- | -------------------------------------------------------------------- |
| Minge 79'     | Informe | Dijkstra 26' (p.p) · Paredes 50' · Paralluelo 53' · Schertenleib 88' |

| Barcelona                                                          | 6-1     | VfL Wolfsburg   |
| ------------------------------------------------------------------ | ------- | --------------- |
| Paralluelo 10', 20' · Brugts 41' · Pina 62', 77' · Mapi León 90+1' | Informe | Beerensteyn 72' |

Barcelona guanya 10–2 en el global.
| Manchester City  | 2–0     | Chelsea |
| ---------------- | ------- | ------- |
| Miedema 60', 88' | Informe |         |

| Chelsea                                 | 3-0     | Manchester City |
| --------------------------------------- | ------- | --------------- |
| Baltimore 14' · Björn 38' · Ramírez 43' | Informe |                 |

Chelsea guanya 3–2 en el global.

### Semifinals
El sorteig dels emparellaments per a les semifinals es va fer el 7 de febrer de 2025 a continuació de la definició dels emparellaments per als quarts de final. L'anada es jugarà els dies 19 i 20 d'abril, mentre que la tornada es jugarà els dies 26 i 27 d'abril de 2025.
| Equip 1   | Global | Equip 2 | Anada | Tornada |
| --------- | ------ | ------- | ----- | ------- |
| Barcelona | 8-2    | Chelsea | 4-1   | 4-1     |
| Arsenal   | 5-3    | Lyon    | 1-2   | 4-1     |

### Partits
| Barcelona                               | 4–1     | Chelsea       |
| --------------------------------------- | ------- | ------------- |
| Pajor 35' · Pina 70', 90' · Paredes 82' | Informe | Baltimore 74' |

| Chelsea       | 1-4     | Barcelona                                           |
| ------------- | ------- | --------------------------------------------------- |
| Kaptein 90+1' | Informe | Bonmatí 25' · Pajor 41' · Pina 43' · Paralluelo 90' |

Barcelona guanya 8–2 en el global.
| Arsenal            | 1–2     | Lyon                     |
| ------------------ | ------- | ------------------------ |
| Mariona 78' (pen.) | Informe | Diani 17' · Dumornay 82' |

| Lyon         | 1-4     | Arsenal                                                  |
| ------------ | ------- | -------------------------------------------------------- |
| Dumornay 81' | Informe | Endler 5' (o.g.) · Mariona 45+1' · Russo 46' · Foord 63' |

Arsenal guanya 5–3 en el global.

### Final
El 7 de febrer de 2025 es va fer un sorteig (després dels sortejos de quarts de final i semifinals), per determinar quin guanyador de la semifinal seria designat com a equip "local" a efectes administratius.
| Arsenal          | 1-0     | Barcelona |
| ---------------- | ------- | --------- |
| Blackstenius 74' | Informe |           |

| Arsenal | Barcelona |

| GK            | 14 | Daphne van Domselaar |     |       |
| RB            | 2  | Emily Fox            |     |       |
| CB            | 6  | Leah Williamson      |     |       |
| CB            | 7  | Steph Catley         |     |       |
| LB            | 11 | Katie McCabe         |     |       |
| CM            | 10 | Kim Little (c)       |     |       |
| CM            | 12 | Frida Maanum         |     | 67'   |
| CM            | 8  | Mariona Caldentey    |     |       |
| RF            | 18 | Chloe Kelly          | 65' | 67'   |
| CF            | 23 | Alessia Russo        |     | 90+1' |
| LF            | 19 | Caitlin Foord        |     | 86'   |
| Substitutes:  |    |                      |     |       |
| GK            | 1  | Manuela Zinsberger   |     |       |
| GK            | 40 | Naomi Williams       |     |       |
| DF            | 3  | Lotte Wubben-Moy     |     | 90+1' |
| DF            | 5  | Laia Codina          |     |       |
| DF            | 22 | Jenna Nighswonger    |     |       |
| DF            | 28 | Amanda Ilestedt      |     |       |
| MF            | 13 | Lia Wälti            |     |       |
| MF            | 21 | Victoria Pelova      |     |       |
| MF            | 32 | Kyra Cooney-Cross    |     |       |
| FW            | 9  | Beth Mead            |     | 67'   |
| FW            | 17 | Lina Hurtig          |     | 86'   |
| FW            | 25 | Stina Blackstenius   |     | 67'   |
| Manager:      |    |                      |     |       |
| Renée Slegers |    |                      |     |       |

| GK           | 13 | Cata Coll              |     |     |
| RB           | 22 | Ona Batlle             |     |     |
| CB           | 2  | Irene Paredes          | 50' |     |
| CB           | 4  | Mapi León              |     | 78' |
| LB           | 16 | Fridolina Rolfö        |     | 78' |
| CM           | 14 | Aitana Bonmatí         |     |     |
| CM           | 12 | Patricia Guijarro      |     |     |
| CM           | 11 | Alexia Putellas (c)    |     |     |
| RF           | 10 | Caroline Graham Hansen |     |     |
| CF           | 17 | Ewa Pajor              |     |     |
| LF           | 9  | Clàudia Pina           | 87' | 62' |
| Substitutes: |    |                        |     |     |
| GK           | 1  | Gemma Font             |     |     |
| GK           | 25 | Ellie Roebuck          |     |     |
| DF           | 5  | Jana Fernández         |     |     |
| DF           | 8  | Marta Torrejón         |     |     |
| DF           | 35 | Judit Pujols           |     |     |
| MF           | 19 | Vicky López            |     |     |
| MF           | 23 | Ingrid Syrstad Engen   |     | 78' |
| MF           | 28 | Alba Caño              |     |     |
| MF           | 34 | Clara Serrajordi       |     |     |
| FW           | 7  | Salma Paralluelo       | 88' | 62' |
| FW           | 24 | Esmee Brugts           |     | 78' |
| FW           | 30 | Sydney Schertenleib    |     |     |
| Manager:     |    |                        |     |     |
| Pere Romeu   |    |                        |     |     |

| Jugadora del partit: Stina Blackstenius (Arsenal) Àrbitres assistents: Sanja Rođak-Karšić (Croàcia) Maja Petravić (Croàcia) Quart àrbitre: Ivana Projkovska (Macedònia del Nord) Àrbitre assistent reserva: Staša Špur (Eslovènia) Àrbitre assistent de vídeo: Tiago Martins (Portugal) Assistent de l'àrbitre de video: Momčilo Marković (Sèrbia) Assistent de suport de video: Alen Borošak (Eslovènia) | Normes del partit - 90 minuts. - 30 minuts de pròrroga si cal. - Llançaments des del punt de penal si es manté l'empat. - Dotze suplents. - Màxim de cinc substitucions, amb una sisena permesa si hi ha pròrroga. |

## Estadístiques
Les estadístiques exclouen les rondes classificatòries.

### Màximes golejadores
A 24 maig 2025 
| Clas | Jugadora                 | Equip           | Gols |
| ---- | ------------------------ | --------------- | ---- |
| 1    | Clàudia Pina             | Barcelona       | 10   |
| 2    | Alessia Russo            | Arsenal         | 7    |
| 2    | Mariona Caldentey        | Arsenal         | 7    |
| 4    | Ewa Pajor                | Barcelona       | 6    |
| 4    | Kadidiatou Diani         | Lyon            | 6    |
| 4    | Melchie Dumornay         | Lyon            | 6    |
| 4    | Pernille Harder          | Bayern de Múnic | 6    |
| 8    | Signe Bruun              | Real Madrid     | 5    |
| 8    | Kayleigh van Dooren      | Twente          | 5    |
| 10   | Aitana                   | Barcelona       | 4    |
| 10   | Paralluelo               | Barcelona       | 4    |
| 10   | Linda Caicedo            | Real Madrid     | 4    |
| 10   | Sveindís Jane Jónsdóttir | VfL Wolfsburg   | 4    |
| 10   | Alexandra Popp           | VfL Wolfsburg   | 4    |

### Les màximes assistents
A 24 maig de 2025 
| Clas | Jugador           | Equip           | Ass. |
| ---- | ----------------- | --------------- | ---- |
| 1    | Aitana Bonmatí    | Barcelona       | 5    |
| 1    | Patricia Guijarro | Barcelona       | 5    |
| 3    | Klara Bühl        | Bayern de Múnic | 4    |
| 3    | Linda Caicedo     | Real Madrid     | 4    |
| 3    | Signe Bruun       | Real Madrid     | 4    |
| 3    | Kadidiatou Diani  | Lyon            | 4    |
| 3    | Alèxia            | Barcelona       | 4    |

### Equip de la temporada
El grup d'estudis tècnics de la UEFA va seleccionar les següents jugadores com onze ideal del torneig.
| Posició | Jugadora             | Equip     |
| ------- | -------------------- | --------- |
| POR     | Daphne van Domselaar | Arsenal   |
| DF      | Emily Fox            | Arsenal   |
| DF      | Leah Williamson      | Arsenal   |
| DF      | Mapi León            | Barcelona |
| DF      | Sandy Baltimore      | Chelsea   |
| MG      | Aitana Bonmatí       | Barcelona |
| MG      | Patricia Guijarro    | Barcelona |
| MG      | Mariona Caldentey    | Arsenal   |
| DV      | Melchie Dumornay     | Lyon      |
| DV      | Alessia Russo        | Arsenal   |
| DV      | Clàudia Pina         | Barcelona |

### Jugadora de la temporada
- Aitana Bonmatí ( Barcelona)[23]

### Jugadora jove de la temporada
- Melchie Dumornay ( Lyon)[24]